# Palmeria scandens
Palmeria scandens är en tvåhjärtbladig växtart som beskrevs av Ferdinand von Mueller. Palmeria scandens ingår i släktet Palmeria och familjen Monimiaceae. Inga underarter finns listade i Catalogue of Life.